# Bisaurri
Bisaurri è un comune spagnolo di 224 abitanti situato nella comunità autonoma dell'Aragona.